# Гусмания (медресе)
Гусмания́ (Усмания) — медресе, существовавшее в Уфе с октября 1887 по 1918 год при первой Уфимской соборной мечети. Основатель — ахун Хайрулла Гусманов (1846—1907); медресе было названо в его честь.

## История
С 1906 года размещалось в новом каменном трехэтажном здании с двумя флигелями по улице Тукаева, 39 (ныне здание Уфимской школы № 14), построенном на средства Губернской земской управы и добровольные пожертвования мусульман.
Медресе вначале было чисто духовным учебным заведением и готовило профессиональных служителей мечети; позже наряду с муллами готовили и учителей начальных классов медресе (мугаллимов и хальфов). Будущих мулл обучали канонам ислама, арабскому языку и фарси. В начале 1890-х годов вводится новый метод обучения Усули джадидд.

## Обучение
Обучение в медресе было двенадцатилетним. Приготовительный (ибтидаи) и второй (игдадия) классы имели четырёхгодичную программу обучения, первый (рушди) — трехгодичную. Число шакирдов достигало 180—190. В его стенах учили азбуку (Алифба), написанную[кем?] для детей татар и башкир, учебник по арабскому языку (морфология и синтаксис, в 3 частях), написанный для шакирдов 5-7 классов Х. Гусмановым; курс русского языка вели учителя И. Еникеев и Г. Терегулов, с 1915 года историю тюрков преподавал А.-З. Валиди. После гибели Х. Гусманова медресе возглавляет имам-хатыб Первой соборной мечети Ж. Абызгильдин.
В 1918 год у медресе преобразовано в татарскую национальную гимназию, первым директором которой стал Закир Шакиров.

### Известные люди, обучавшиеся в медресе «Гусмания»
- Зыяитдин Камалетдинов;
- Шариф Загидуллин — профессор, доктор медицинских наук;
- Раимов, Риф Мухсинович — доктор исторических наук, башкирский историк;
- Б. Гусманов (сын Х. Гусманова) — врач;
- Абдулла-Амин Зубаиров — башкирский актёр;
- Р. Ишморатов — татарский писатель и др.